# 코트디부아르 농구 국가대표팀
코트디부아르 농구 국가대표팀은 코트디부아르의 농구 대표팀이다. FIBA 농구 월드컵 본선에는 4번 출전하여 4번의 대회에서 모두 10위권 밖의 성적에 그쳤고 아프로 바스켓 본선에는 23번 출전하여 2번의 우승과 3번의 준우승을 차지했으며 올아프리카 게임에는 7번 출전하여 은메달과 동메달 각각 1개씩 획득했다.

## 주요 선수
- 디언 톰슨
- 모하메드 코네
- 브리앙 팜바
- 프레쥐 제르보